# Pietro Locatelli
Pietro Antonio Locatelli (født 3. september 1695 i Bergamo, død 30. marts 1764 i Amsterdam) var en italiensk komponist.
Hans instrument var violinen, han har skrevet en lang række værker for dette instrument, og var en vigtig nyskaber inden for violinteknikken før Niccolò Paganini.